# Semaine 1
D'après la norme ISO 8601, une semaine débute un lundi et s'achève un dimanche, et une semaine dépend d'une année lorsqu'elle place une majorité de ses sept jours dans l'année en question, soit au moins quatre. Dès lors, la semaine 1 est la semaine du premier jeudi de l'année.
Ce faisant, la semaine 1 suit la semaine 52 ou 53 de l'année précédente et précède la semaine 2 de la même année. 
La semaine 1 commence au plus tôt le 29e jour du mois de décembre et au plus tard le 4e du mois de janvier, une journée qu'elle contient systématiquement. En effet, elle se termine au plus tôt le 4 janvier et au plus tard le 10. 
Dans ce cadre ISO, la semaine 1 est toujours la semaine du 4 janvier. 
Dans la plupart des applications informatisées, il faut choisir l'option "première semaine de 4 jours" (First 4 Day week).

## Notations normalisées
La semaine 1 dans son ensemble est notée sous la forme W01 pour abréger.
| Jour de la semaine 1 | Notation |
| -------------------- | -------- |
| Lundi                | W01-1    |
| Mardi                | W01-2    |
| Mercredi             | W01-3    |
| Jeudi                | W01-4    |
| Vendredi             | W01-5    |
| Samedi               | W01-6    |
| Dimanche             | W01-7    |

## Cas de figure
| Cas | Le premier jeudi de l'année tombe… | Le 1er janvier est… | L'année est une année… | La semaine 1 débute…      | La semaine 1 s'achève… | Premier cas après 2008 |
| --- | ---------------------------------- | ------------------- | ---------------------- | ------------------------- | ---------------------- | ---------------------- |
| 1   | Le 1er janvier                     | Un jeudi            | D ou DC                | Le lundi 29 décembre 2008 | Le dimanche 4 janvier  | 2009                   |
| 2   | Le 2 janvier                       | Un mercredi         | E ou ED                | Le lundi 30 décembre 2013 | Le dimanche 5 janvier  | 2014                   |
| 3   | Le 3 janvier                       | Un mardi            | F ou FE                | Le lundi 31 décembre 2018 | Le dimanche 6 janvier  | 2019                   |
| 4   | Le 4 janvier                       | Un lundi            | G ou GF                | Le lundi 1er janvier      | Le dimanche 7 janvier  | 2018                   |
| 5   | Le 5 janvier                       | Un dimanche         | A ou AG                | Le lundi 2 janvier        | Le dimanche 8 janvier  | 2012                   |
| 6   | Le 6 janvier                       | Un samedi           | B ou BA                | Le lundi 3 janvier        | Le dimanche 9 janvier  | 2011                   |
| 7   | Le 7 janvier                       | Un vendredi         | C ou CB                | Le lundi 4 janvier        | Le dimanche 10 janvier | 2010                   |